# Ormyrus sculptilis
Ormyrus sculptilis is een vliesvleugelig insect uit de familie Ormyridae. De wetenschappelijke naam is voor het eerst geldig gepubliceerd in 1909 door Crosby.